# Jabrānī
Jabrānī (persiska: جَبرانئ بالا, Jabrā’ī-ye Bālā, Jabrānī-ye Bālā, جبرائی بالا, جبرانی) är en ort i Iran.   Den ligger i provinsen Bushehr, i den södra delen av landet, 900 km söder om huvudstaden Teheran. Jabrānī ligger 9 meter över havet och antalet invånare är 183.
Terrängen runt Jabrānī är platt. Havet är nära Jabrānī söderut. Runt Jabrānī är det glesbefolkat, med 17 invånare per kvadratkilometer. Närmaste större samhälle är Bandar-e Dayyer, 13,4 km öster om Jabrānī. Trakten runt Jabrānī är ofruktbar med lite eller ingen växtlighet.